# Michele Benevento
Michele Benevento (Putignano, Bari, Italia, 1978) es un dibujante de cómic y docente italiano.

## Biografía
Se graduó en Historia y Crítica del Cine. En 2003 colaboró con Giuseppe Palumbo realizando para la editorial Astorina los fondos de los álbumes especiales de Eva Kant y Ginko, personajes secundarios de Diabolik. Dibujó parcialmente el álbum número 1 de L'insonne, de la editorial Free Books; de esta serie realizó también el entintado de las portadas hasta el número 5, sobre los lápices de Giuseppe Palumbo. En 2006 dibujó Nick Raider de If Edizioni y dos álbumes de Gemelos de la editorial francesa Bamboo Édition. Para If Edizioni realizó también una serie de ilustraciones publicadas en los álbumes de Il Comandante Mark.
En 2007, para Lo Scarabeo ilustró un mazo de cartas de Tarot dedicadas a los Piratas, sobre textos de Bepi Vigna. El año siguiente volvió a trabajar para el mercado francés, dibujando Skyland para Soleil. En 2009 empezó su colaboración con la editorial Sergio Bonelli Editore, para la que ha dibujado Caravan, Dampyr, Lukas (de la que es coautor junto a Michele Medda) y Tex. Para Marvel Comics, entintó los lápices de Giuseppe Camuncoli para una historia de Capitán Marvel y Wolverine, con guion de Peter David.
Ha sido docente de la "Scuola Internazionale di Comics" de Florencia y la de Reggio Emilia, además de enseñar técnicas de entintado para la PGM de Bolonia.